# Alfons Walz
Alfons Walz (* 25. Februar 1920 in Waldsee; † 1. Februar 2008 in Bad Waldsee) war ein deutscher Unternehmer.

## Leben
1952 gründete Alfons Walz im oberschwäbischen Bad Waldsee das Versandhaus Walz (baby-walz). Er begann mit dem Versand einer Baby-Erstlingsausstattung und gab den ersten Katalog unter der Bezeichnung baby-walz heraus. Das Unternehmen wurde bald zum führenden Spezialversender für Mutter und Kind in Europa.
Mitte der 1960er Jahre rief Walz den Vertriebszweig „Die moderne Hausfrau“ ins Leben. Das Sortiment umfasste Produkte für Haushalt und Küche. Ein gleichnamiger Katalog erschien erstmals 1967. Das Unternehmen wurde 1988 von der Firma Neckermann Versand AG übernommen, die zur Arcandor (früher Karstadt Quelle AG) gehörte.
Nach der Insolvenz von Arcandor wurde das Versandhaus Walz von der Carlyle Group übernommen.